# Мачуковска афера
Мачуковската афера от октомври 1902 година е провал в организационната мрежа на Вътрешната македоно-одринска революционна организация в Солунски революционен окръг.
Причина за аферата е Гоно Рибаров, който е отявлен гъркоманин и селски кмет на гевгелийското село Мачуково. Селският ръководител на ВМОРО Леонид Янков през 1901 година и войводата Христо Чернопеев го увещават да подпомага дейността на организацията без заплахи. Въпреки това Гоно Рибаров издава на турските власти четата на Чернопеев на 2 февруари 1901 година, която е открита на 4 февруари от турски аскер в Баялци, като впоследствие започва Баялската афера. Предателството е веднага открито и кукушката чета на Григор Иванов прави неуспешен опит да изпълни смъртната присъда на Гоно Рибаров. На 28 октомври 1902 година четата на Аргир Манасиев се намира в Мачуково и без да информира тогавашния селски ръководител Генчо Лазаров Ортаков напада къщата на Гоно Рибаров, последният обаче се измъква и са убити само неговите роднини. Според гръцки извори това са жена му, Никола, Петър, Фило и Евдокия Рибарови.
Деецът на ВМОРО Ангел Динев пише:
| „ | Централният комитет беше събрал сведения за семейството Рибарови. Не само бащата, който предаде Чернопеев в с. Баялци и предизвика Баялското морабе (тур. битка), бе явен шпионин, но и цялото му семейство бе закърмено в един доноснически дух. Децата на Рибарова, които бяха вече възрастни, одобряваха постъпката на баща си и явно враждуваха спрямо организацията. По тия причини, Ц.К. издаде тежка присъда, за избиване цялото семейство - Рибарови и изпрати присъдата на Гевгелийската околийска чета за изпълнение. | “ |

На следващия ден турските власти арестуват 20 души от Мачуково: поп Христо Гилибешов (по-късно умира от раните си след мъченията), учителя Яков, Мицо Киров, Дано Маркудов, Лазар Янков и син му Петър Янков (другият му син Христо съумява да избяга), Поно Дилиджаков, Георги и Нако Думчев, Гончо и Христо, Тодеви, Гоно Динов, Трайко Янков (баща на Леонид Янков, който бяга в нелегалност), Гоно Мицов, Христо Понов, Гоце Дилиджаков и Мицо Турбешов. След изтезания някой от арестуваните казва, че убийците на Гоно Рибаровото семейство са от село Смол, след което турските власти арестуват смолчаните Григор Стоянов, Трайко Чурлинов, Мелю Мицов, Ичко Понов, христо Чурлинов и Петър Георгиев, които предават пушките си, но не издават организационни тайни, а Лазар Вантов избягва и минава в нелегалност. Кметът Христо Терзиев също е арестуван и след побой издава Иван Йотов от Сехово, който издава живеещия в Гевгели Иван Тано Ников от Баялци. Част от мъже са освободени месеци по-късно, а останалите през март 1903 година при общата амнистия. Турската власт разбира значението на Мачуково за ВМОРО и поставя военен пост в селото.